# 迪亚娜·洛佩斯
迪亚娜·洛佩斯（西班牙語：Diana López，1984年1月7日—），美国女子跆拳道运动员。她曾代表美国参加2008年和2012年夏季奥林匹克运动会跆拳道比赛，其中2008年奥运会获得一枚铜牌。

## 家庭
哥哥史蒂文·洛佩斯、马克·洛佩斯。